# Павильоны Михайловского замка

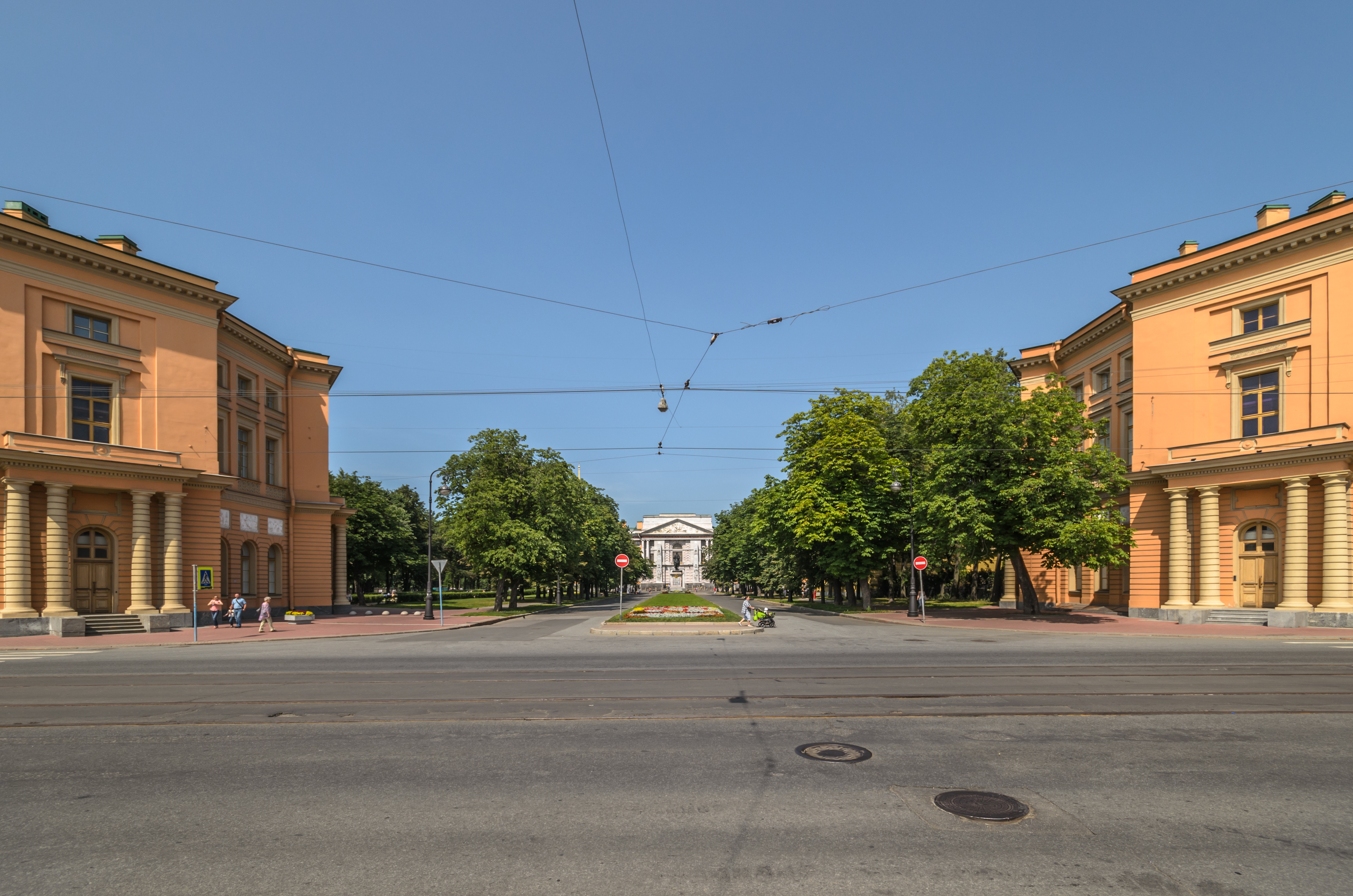
Кленовая улица, ведущая мимо кордегардий к замку

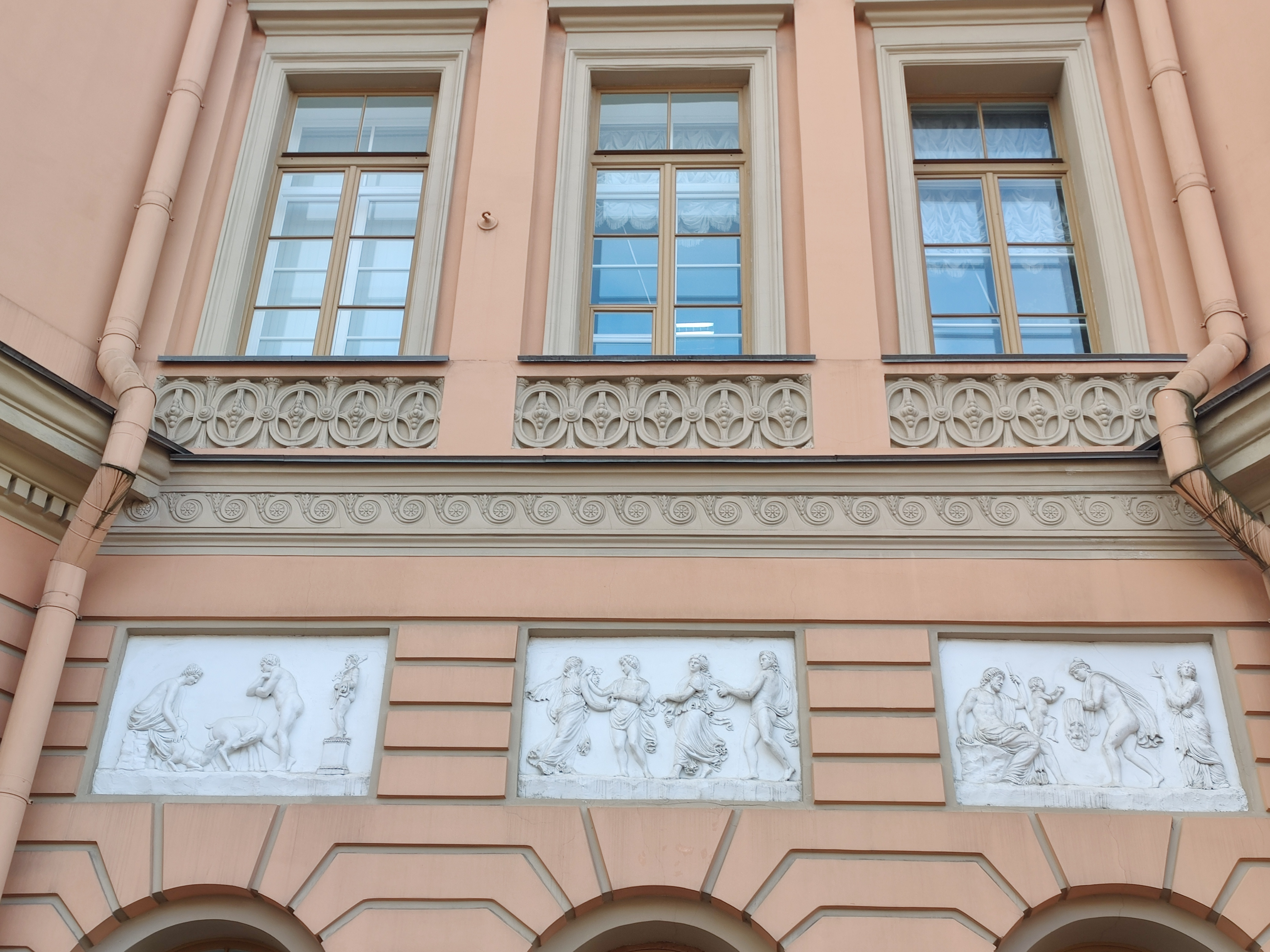
Барельефы восточного павильона

Павильоны Михайловского замка (кордегардии) — памятники архитектуры. Расположены в Санкт-Петербурге, современный адрес — Инженерная улица, дома 8 и 10.
Павильоны стоят у въезда в Михайловский замок. Это два одинаковых трёхэтажных здания, спроектированных Винченцо Бренной и построенных в 1798—1800 годах В. И. Баженовым, вид фасадов полностью сохранился.
Первый этаж украшен горизонтальными рустами и трактован как постамент для колоннад, которые объединяют второй и третий этажи. Над высокими полуциркульными окнами первого этажа расположены мифологические барельефы, сверху ограниченные горизонтальной тягой. Входы в павильоны находятся по диагоналям на срезанных углах, украшены четырёхколонными портиками с попарно сближенными колоннами (рустовка которых была восстановлена в 1949 году). Северная и южные стены кордегардий украшены ионическими колоннами. Во внутренней планировке встречаются круглые и овальные в плане помещения. Сами здания в плане крестообразные, у них четыре выступа по диагональным осям и скругленные южный и северный фасады.
Перед 1917 годом в правой кордегардии находились офицерские фехтовально-гимнастические курсы, в 1950-х годах в доме работала Фабрика Военторга ЛенВО, в 1957 году переименованная в Фабрику товаров военного ассортимента ЛенВО. После этого здание занимало одно из Управлений Начальника работ(УНР) Строительного Управления Ленинградского Военного округа специализирующегося на отделке.
На 2020-е годы в восточном павильоне находится Российский центр музейной педагогики и детского творчества на базе Русского музея, в западном — мультимедийный центр музея.